# Rebel Wilson
Rebel Melanie Elizabeth Bownds (* 2. března 1980 Sydney, Nový Jižní Wales) je australská herečka a spisovatelka. První role přišla s rolí Touly v seriálu Pizza z roku 2003. V roce 2008 napsala, produkovala a hrála v muzikálním seriálu Bogan Pride. Následující rok získala cenu Tropfest za roli Bargain v seriálu City Homecide. Krátce poté se Rebel přestěhovala do Spojených států a byla obsazena do role Brynn ve filmu Ženy sobě.
Dále si zahrála ve filmech Pařmeni, Jak porodit a nezbláznit se a Zasažen bleskem. Jako Becky se objevila ve filmu Holky na tahu a zahrála si v muzikálových filmech Ladíme!, Ladíme 2 a Ladíme 3. Vytvořila a zahrála si v seriálu Super Fun Night.

## Životopis
Narodila se v Sydney, Nový Jižní Wales, Austrálie. Vyrostla na předměstí Kenthurst, Parramatta a v Castle Hill. Navštěvovala dívčí školu Tara Anglican School for Girls a poté University of New South Wales, kde studovala právo a umění. Má tři sourozence: Liberty, Ryot a Annarchi. Liberty a Ryot se objevili v první sérii show The Amazing Race Australia v roce 2011. Její prateta byla Lilian Bound, která se provdala za Walta Disneyho.

## Kariéra
Studovala na Australian Theatre for Young People. Poté co na škole v roce 2003 vyhrála mezinárodní ATYP stipendium, přestěhovala se do New Yorku. Zatímco žila v New Yorku trénovala s The Second City. Do povědomí diváků se poprvé dostala s muzikálem The Westie Monologues, který napsala, produkovala a sama v něm hrála. Další hry které napsala jsou Spunks a Confessions of an Exchange Student.
V Austrálii je nejvíce známá díky rolím Touly v SBS seriálu Pizza a rolím ve skečovém seriálu The Wedge. Objevila se ve filmech Fat Pizza a Ghost Rider. V roce 2008 napsala, produkovala a sama hrála v muzikálovém komediálním seriálu Bogan Pride na stanici SBS One a také se objevila v seriálu stanice Nine Network Monster House. V roce 2009 získala cenu Tropfest za nejlepší herečku za roli ve filmu Bargain. Thank God You're Here a Talkin' Bout Your Generation, The Breast Dam Show jsou další show, ve kterých se Rebel objevila.
Po přestěhování do Spojených státu, podepsala smlouvu s agenturou Williame Morris Endeavor. Její další filmová role přišla s filmem Ženy sobě, kde hrála Brynn. Objevila se v sitcomu stanice CBS Pravidla zasnoubení a v komediálním seriálu Workaholics. Spolumoderovala předávání cen ARIA Muisc Award v roce 2010. Na začátku roku 2011 natočila film Pařmeni a získala roli ve filmu Small Aparments. Dne 11. července 2011 bylo oznámeno, že se připojila k obsazení filmu Jak porodit a nezbláznit se. Také se objevila ve filmu Chrise Colfera Zasažen bleskem.
Dne 19. srpna 2011 Hollywood Reporter oznámil, že nahradí Casey Wilson ve filmu Holky na tahu. Hollywood Reporter také oznámil, že získala roli v romantické komedii Ladíme!, za roli získala cenu MTV a Teen Choice Award.
V lednu 2012 TvLine oznámilo, že získala roli v seriálu Super Fun Night. Pilot byl vybrán stanicí CBS a Conan O'Brien se stal jedním z exkluzivních producentů. Seriál měl premiéru 2. října 2013, zrušen byl však hned po první sérii. V roce 2013 si zahrála ve filmu Pot a krev, moderovala předávání cen MTV 14. dubna 2013 a připojila se k obsazení animovaného filmu Kung Fu Panda 3, který bude mít premiéru 25. prosince 2015. Také se objeví v pokračování filmu Ladíme Ladíme 2 a v akční komedii Grimsby. Bylo oznámeno, že si zahraje v remaku filmu Vojín Benjaminová.
V roce 2016 si zahrála ve filmu Jak přežít single, po boku Dakoty Johnson. Po boku Amandy Seyfriedové se objeví ve filmu The Social Life. V srpnu 2016 bylo potvrzeno, že si zahraje v remaku filmu z roku 1988 Špinaví, prohnilí lumpové. Film byl nazván The Hustle a hraje v něm společně s Annou Hathawayovou. V roce 2019 měl premiéru film No není to romantika?, ve kterém hraje hlavní roli. Ve stejném roce byl také uveden film Králíček Jojo, ve kterém hraje roli Fraulein Rahm.

## Filmografie

### Film
| Rok  | Název                         | Role             | Poznámky         |
| ---- | ----------------------------- | ---------------- | ---------------- |
| 2003 | Fat Pizza                     | Toula            |                  |
| 2007 | Ghost Rider                   | Girl in Alley    |                  |
| 2009 | Bargain!                      | Linda            |                  |
| 2011 | Ženy sobě                     | Brynn            |                  |
| 2011 | Pařmeni                       | Daphne Ramme     |                  |
| 2012 | Holky na tahu                 | Becky Archer     |                  |
| 2012 | Small Apartments              | Rocky            |                  |
| 2012 | Tohle je válka!               |                  |                  |
| 2012 | Zasažen bleskem               | Malerie Baggs    |                  |
| 2012 | Jak porodit a nezbláznit se   | Janice           |                  |
| 2012 | Doba ledová 4: Země v pohybu  | Raz (hlas)       |                  |
| 2012 | Ladíme!                       | Fat Amy          |                  |
| 2013 | Pot a krev                    | Robin Peck       |                  |
| 2014 | Noc v muzeu: Tajemství hrobky | Tilly            |                  |
| 2015 | Ladíme 2                      | Fat Amy          |                  |
| 2016 | Jak přežít single             | Robin            |                  |
| 2016 | Grimsby                       | Dawn Grobham     |                  |
| 2016 | Naprosto dokonalé             | letuška          |                  |
| 2017 | Ladíme 3                      | Fat Amy          |                  |
| 2019 | No není to romantika?         | Natalie          | také producentka |
| 2019 | Podfukářky                    | Lonnie           | také producentka |
| 2019 | Králíček Jojo                 | Fraulein Rahm    |                  |
| 2019 | Cats                          | Jennyanydots     |                  |
| 2022 | Maturitní ročník              | Stephanie Conway |                  |

### Televize
| Rok       | Název                                | Role                         | Poznámky                                    |
| --------- | ------------------------------------ | ---------------------------- | ------------------------------------------- |
| 2003–2007 | Pizza                                | Toula                        | vedlejší role (3.–5. řada)                  |
| 2006–2007 | The Wedge                            | různé postavy                | hlavní role, 47 dílů                        |
| 2007–2009 | Thank God You're Here                | samu sebe                    | 4 díly                                      |
| 2008      | Bogan Pride                          | Jennie Cragg                 | hlavní role, 6 dílů                         |
| 2008      | Monster House                        | Penelope Webb                | hlavní role, 10 dílů                        |
| 2009      | Talkin' 'Bout Your Generation        | Host generace Y              | díl 1.3                                     |
| 2009      | City Homicide                        | Sarah Gilbert                | díl: „Dead Weight“                          |
| 2009      | The Breast Darn Show in Town         | samu sebe                    |                                             |
| 2010      | Pravidla zasnoubení                  | Sara                         | díl: „Les-bro“                              |
| 2011      | Workaholics                          | Big Money Hustla             | díl: „Straight Up Juggahos“                 |
| 2013      | Can of Worms                         | samu sebe                    | díl 3.2                                     |
| 2013      | MTV Movie Awards                     | Moderátorka                  |                                             |
| 2013–2014 | Super Fun Night                      | Kimmie Boubier               | hlavní role, 17 dílů                        |
| 2015      | Pompidou                             | soutěžící                    | díl: „Hoarder“                              |
| 2016      | The Big Music Quiz                   | samu sebe                    | 2 díly                                      |
| 2016      | Travel Man                           | samu sebe                    | vánoční speciál                             |
| 2019      | Les Norton                           | Doreen Bogner/Dolores Bogner | 10 dílů                                     |
| 2020      | Pooch Perfect                        | Samu sebe/moderátorka        | 8 dílů                                      |
| 2020      | Celebrity IOU                        | samu sebe                    | díl: „Rebel Wilson's Suprise Outdoor Oasis“ |
| 2020      | The Disney Family Singalong Volume 2 | samu sebe                    | TV speciál                                  |
| 2020      | LOL: Last One Laughing               | samu sebe/moderátorka        | 6 dílů                                      |

### Videohry
| Rok  | Název                        | Role       | Poznámky |
| ---- | ---------------------------- | ---------- | -------- |
| 2012 | Doba ledová 4: Země v pohybu | Raz (hlas) |          |

### Divadlo
| Rok  | Název                       | Role          | Poznámky               |
| ---- | --------------------------- | ------------- | ---------------------- |
| 2016 | Malá mořská víla            | Ursula        | The Hollywood Bowl     |
| 2016 | Guys and Dolls              | Adelaide      | West End               |
| 2018 | Kráska a zvíře              | LeFou         | The Hollywood Bowl     |
| 2019 | The Beauty Queen of Leenane | Maureen Folan | Sydney Theatre Company |

## Ocenění a nominace
| Rok  | Ocenění                                       | Kategorie                                                                   | Práce             | Výsledek  |
| ---- | --------------------------------------------- | --------------------------------------------------------------------------- | ----------------- | --------- |
| 2009 | Tropfest                                      | nejlepší herečka                                                            | Bargain!          | vítězství |
| 2011 | Washington D.C. Area Film Critics Association | nejlepší obsazení                                                           | Ženy sobě         | vítězství |
| 2012 | Detroit Film Critics Society                  | objev roku                                                                  | Ladíme!           | nominace  |
| 2012 | San Diego Film Critics Society                | nejlepší herečka ve vedlejší roli                                           | Ladíme!           | nominace  |
| 2013 | Critics' Choice Awards                        | nejlepší herečka: komedie                                                   | Ladíme!           | nominace  |
| 2013 | MTV Movie Awards                              | objev roku                                                                  | Ladíme!           | vítězství |
| 2013 | MTV Movie Awards                              | nejlepší muzikální moment                                                   | Ladíme!           | vítězství |
| 2013 | MTV Movie Awards                              | nejlepší herečka                                                            | Ladíme!           | nominace  |
| 2013 | Online Film & Television Association Award    | objev roku                                                                  | Ladíme!           | vítězství |
| 2013 | Teen Choice Award                             | nejlepší herečka: komedie                                                   | Ladíme!           | vítězství |
| 2013 | Teen Choice Award                             | nejlepší výbuch vzteku (sdíleno s Annou Camp, Hana Mae Lee a Brittany Snow) | Ladíme!           | nominace  |
| 2013 | Teen Choice Award                             | nejlepší komička                                                            | —                 | nominace  |
| 2014 | People's Choice Awards                        | nejoblíbenější televizní herečka                                            | Super Fun Night   | nominace  |
| 2014 | Young Hollywood Awards                        | ocenění, protože, jsi tak zábavná                                           | —                 | nominace  |
| 2015 | MTV Movie Awards                              | nejlepší obsazení                                                           | Ladíme 2          | vítězství |
| 2015 | MTV Movie Awards                              | nejlepší filmový polibek (sdíleno s Adamem DeVinem)                         | Ladíme 2          | vítězství |
| 2015 | MTV Movie Awards                              | nejlepší komediální výkon                                                   | Ladíme 2          | nominace  |
| 2015 | Teen Choice Awards                            | nejlepší herečka: komedie                                                   | Ladíme 2          | nominace  |
| 2015 | Teen Choice Awards                            | nejlepší filmový polibek (sdíleno s Adamem DeVinem)                         | Ladíme 2          | nominace  |
| 2017 | People's Choice Awards                        | nejlepší herečka: komedie                                                   | Jak přežít single | nominace  |